# 周文对
周文对（1975年10月—），湖南涟源人，汉族。中华人民共和国政治人物、第十三届全国人民代表大会湖南地区代表。
周文对担任湖南三迅新能源科技有限公司董事长。2018年2月24日，当选为第十三届全国人大代表。